# Hyundai HB20
Hyundai HB20 – samochód osobowy klasy subkompaktowej produkowany pod południowokoreańską marką Hyundai od 2012 roku. Od 2019 roku produkowana jest druga generacja modelu.

## Pierwsza generacja

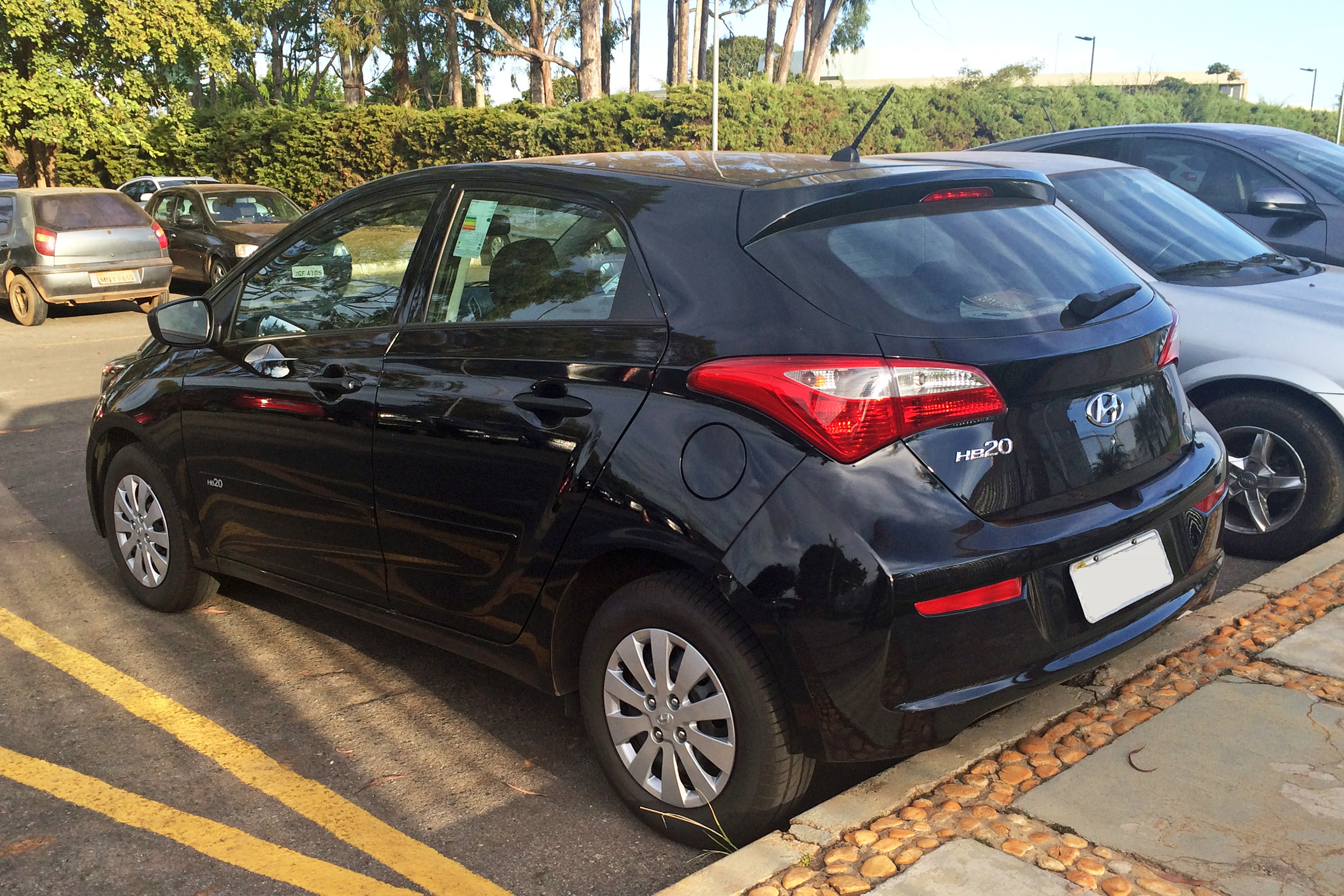
Hyundai HB20 I - tył

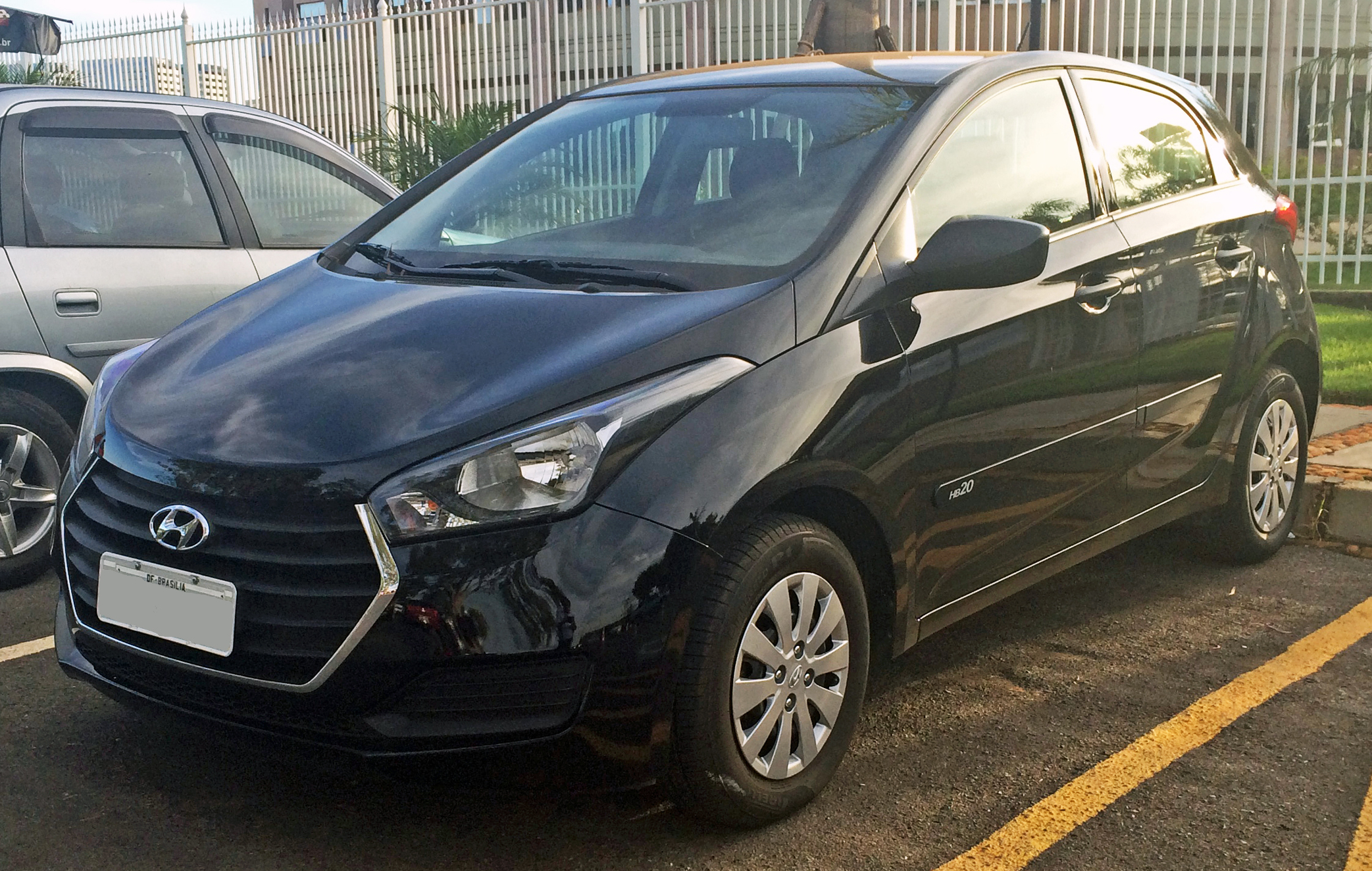
Hyundai HB20 I po liftingu

Hyundai HB20 I został zaprezentowany po raz pierwszy w 2012 roku.
Model HB20 jako pierwszy model Hyundaia został opracowany przez brazylijski oddział specjalnie z myślą o lokalnym rynku, uwzględniając lokalne uwarunkowania rynkowe i preferencje. 
Samochód utrzymano w języku stylistycznym Fluidic Sculpture, charakteryzując się dużymi, strzelistymi reflektorami, a także łukowatą linią nadwozia z biegnącą ku górze linią szyb. Platforma została zapożyczona od europejskiego Hyundaia i20, jednak w kabinie pasażerskiej wykorzystano tańsze materiały i wygospodarowano więcej przestrzeni.
W listopadzie 2012 roku Hyundai HB20 otrzymał tytuł Brazylijskiego Samochodu 2013 roku.

### Warianty
Miesiąc po debiucie podstawowego HB20, ofertę urozmaicił także podwyższony wariant HB20X z nakładkami oraz elementami nawiązującymi do crossoverów. W marcu z kolei gama najtańszych i najmniejszych modeli Hyundaia w Brazylii uzupełnił model HB20S, 4-drzwiowy sedan.

### Lifting
We wrześniu 2015 roku gama HB20 przeszła obszerną restylizację, zyskując nowe wypełnienie reflektorów oraz lamp. Pas przedni otrzymał z kolei większą, sześciokątną atrapę chłodnicy z chromowanymi ramkami. We wnętrzu zastosowano z kolei nowe materiały wykończeniowe i system multimedialny.

### Silniki
- L3 1.0l Kappa
- L3 1.0l Kappa Turbo
- L4 1.6l Gamma

## Druga generacja

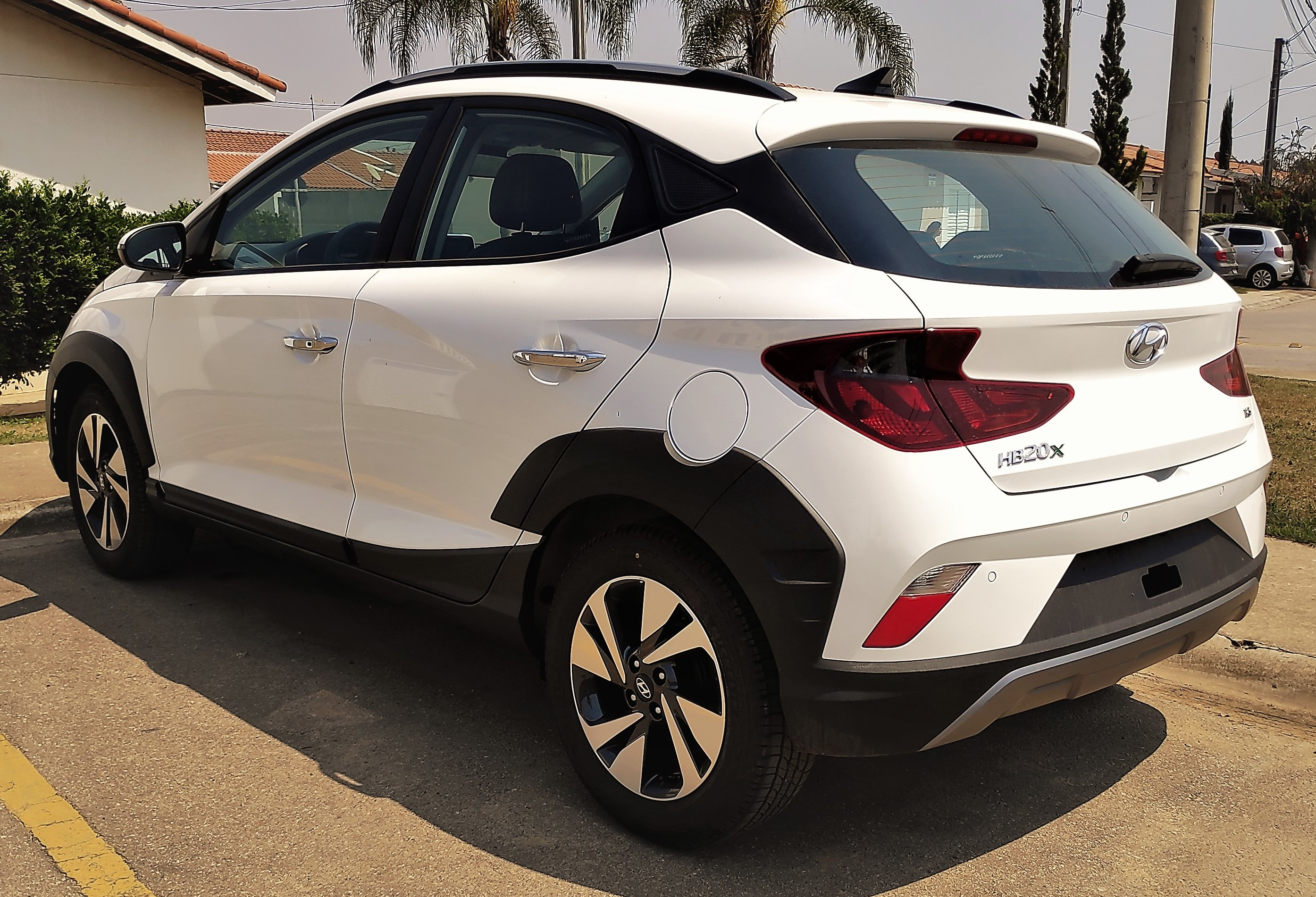
Hyundai HB20X II - tył

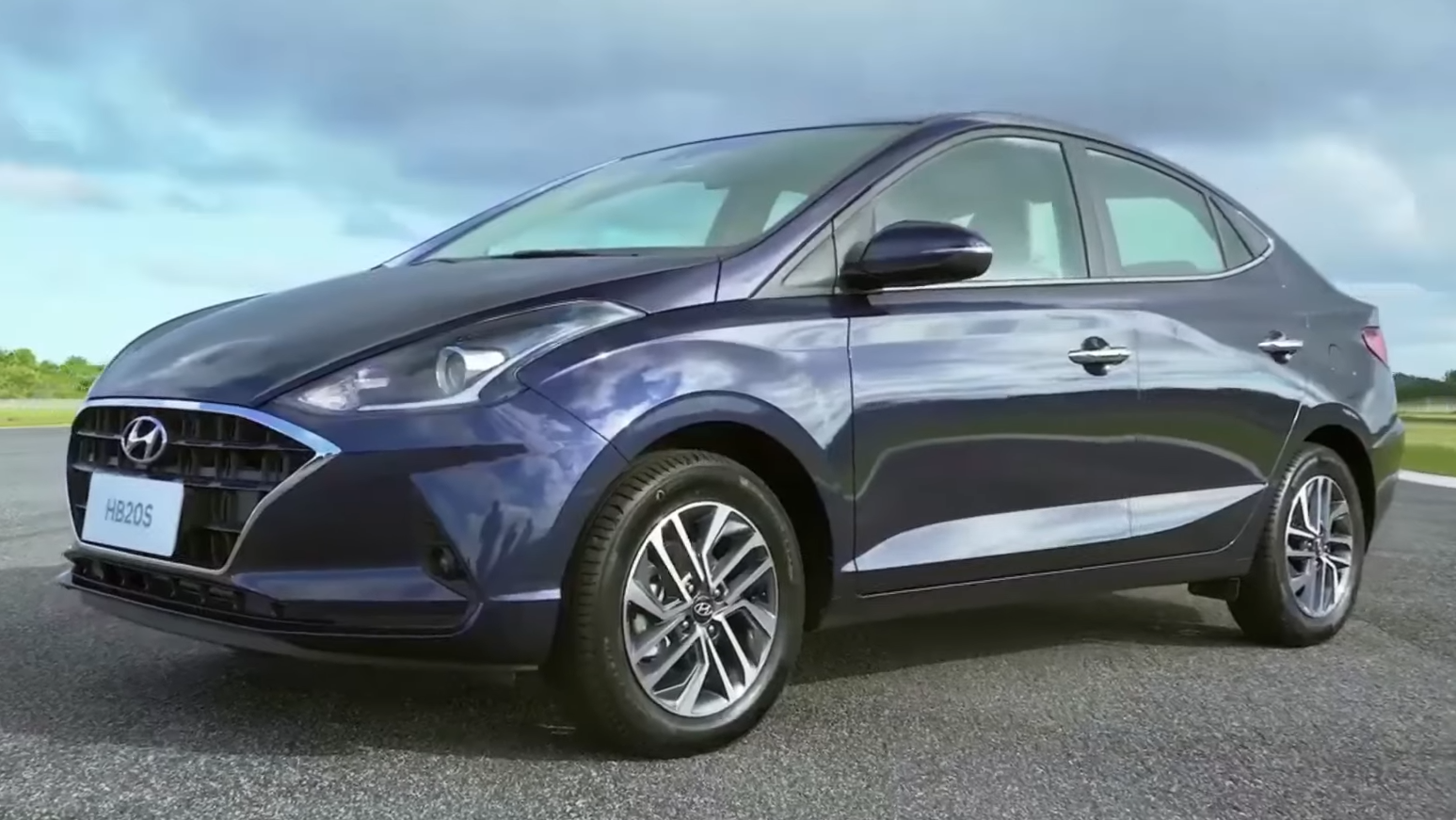
Hyundai HB20S II

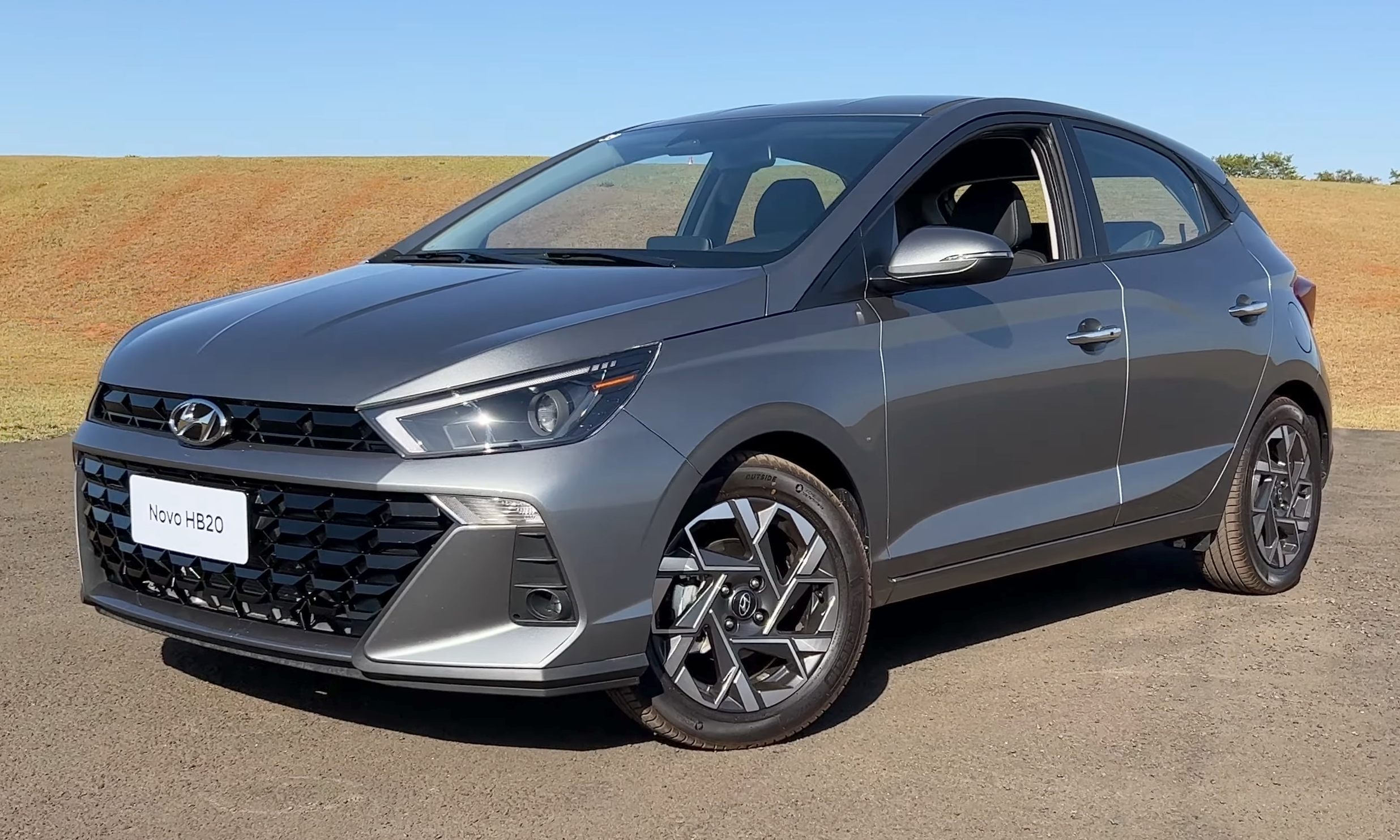
Hyundai HB20 II po liftingu

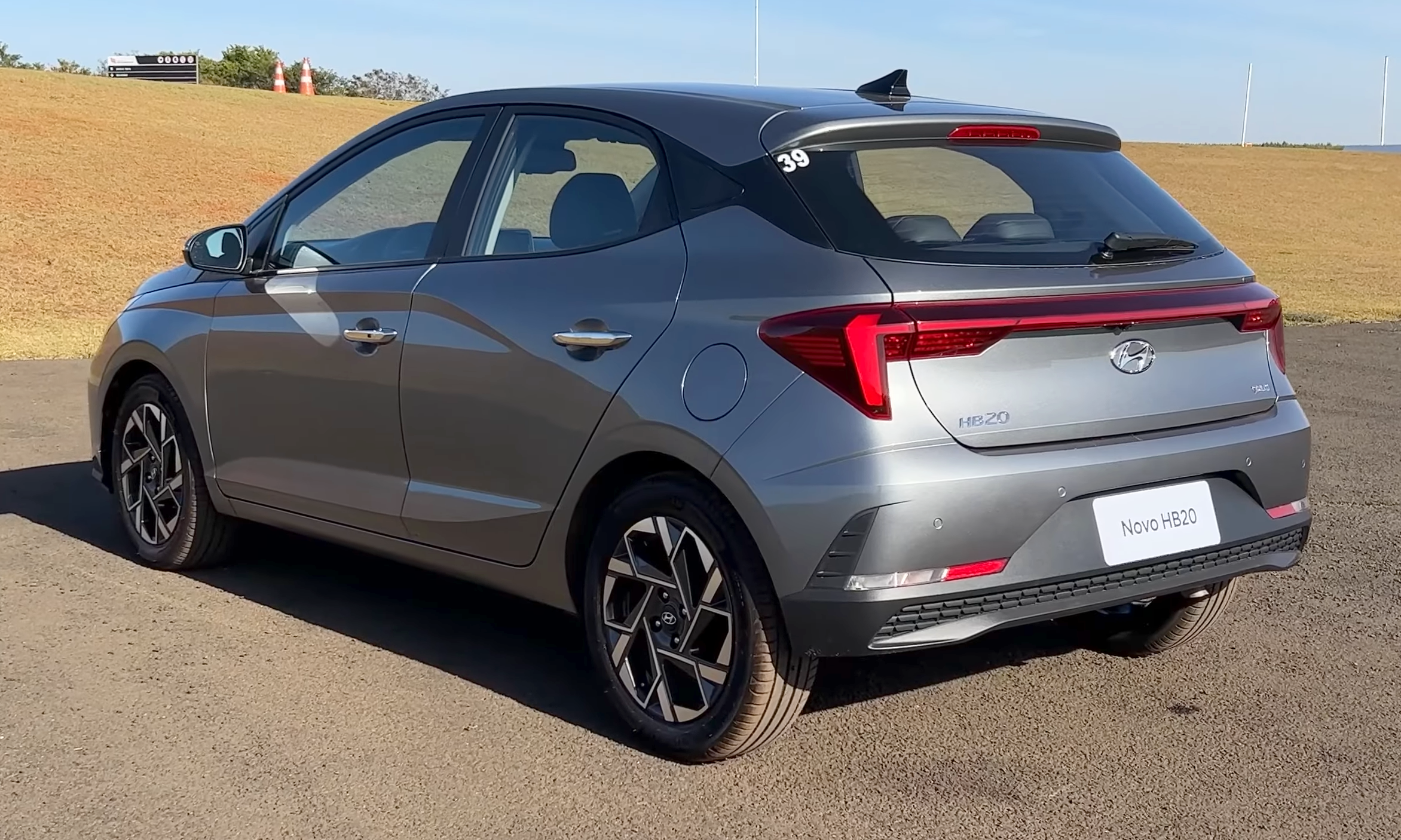
Hyundai HB20 II - tył po liftingu

Hyundai HB20 II został zaprezentowany po raz pierwszy w 2019 roku.
Druga generacja HB20 przeszła ewolucyjny zakres zmian w stosunku do poprzednika, zachowując podobne proporcje nadwozia przy jednocześnie bardziej awangardowym wyglądzie. Oprócz większej atrapy chłodnicy, pojawiły się także wyraźniej zarysowane przetłoczenia i wielokształtne lampy.
Nadwozie stało się obszerniejsze, szczególnie pod kątem przestrzeni dla pasażerów i miejsca w bagażniku, a także otrzymało bardziej minimalistyczny kokpit z większym ekranem systemu multimedialnego.
W przeciwieństwie do poprzednika, gama miejskiego modelu Hyundaia została w momencie debiutu odnowiona w przypadku wszystkich wariantów. Poza 5-drzwiowym hatchbackiem, jest to stylizowany na crossovera HB20X oraz 4-drzwiowy sedan HB20S.

### Lifting
W lipcu 2022 Hyundai HB20 drugiej generacji przeszedł obszerną restylizację, która przyniosła kompleksowe zmiany w stylistyce. Pas przedni przyozdobiły mniejsze, bardziej regularnie ukształtowane reflektory oraz dwuczęściowy, trapezoidalny wlot powietrza. Tylną część karoserii zdominował pas świetlny łączący węższe lampy, z kolei w kabinie pasażerskiej wprowadzono zaktualizowany ekran z systemem multimedialnym, opcjonalne cyfrowe zegary i nowy panel klimatyzacji.

### Sprzedaż
W pierwszej kolejności pod koniec 2019 roku samochód trafił do sprzedaży na rodzimym rynku brazylijskim. Jesienią 2020 roku Hyundai po raz pierwszy od debiutu zdecydował się poszerzyć zasięg rynkowy rodziny HB20 poza Brazylię, rozpoczynając do Kolumbii. Wersja hatchback otrzymała nazwę Getz HB20, podwyższona odmiana zyskała nazwę Graviti HB20X, z kolei sedan zyskał emblemat Accent HB20S. We wrześniu 2022 druga generacja HB20 zarówno w wersji hatchback (Hyundai HB20 HB) jak i sedan (Hyundai HB20 SD) trafił do sprzedaży także w Meksyku, zastępując tam oferowany przez lata model Accent.

### Silniki
- L3 1.0l Kappa
- L3 1.0l Kappa Turbo
- L4 1.6l Gamma